# Epícides d'Olint
Epícides d'Olint (en llatí Epicyides, en grec antic Ἐπικύδης) fou un general grec que va servir a les ordres d'Ofel·les de Cirene, i va fer presoner a Timbró d'Esparta a Tauqueria. Epícides el va enviar a Apol·lònia on Timbró havia fet les pitjors malifetes, i on va morir crucificat l'any 322 aC.